# Vassbotten, Munkedals kommun
Vassbotten är en sjö i Munkedals kommun i Bohuslän och ingår i Örekilsälvens huvudavrinningsområde. Sjön är 18 meter djup, har en yta på 0,332 kvadratkilometer och befinner sig 66,4 meter över havet. Sjön avvattnas av vattendraget Munkedalsälven (Valboån).

## Delavrinningsområde
Vassbotten ingår i det delavrinningsområde (649248-126223) som SMHI kallar för Utloppet av Vassbotten. Medelhöjden är 113 meter över havet och ytan är 7,79 kvadratkilometer. Räknas de 39 avrinningsområdena uppströms in blir den ackumulerade arean 593,69 kvadratkilometer. Munkedalsälven (Valboån) som avvattnar avrinningsområdet har biflödesordning 2, vilket innebär att vattnet flödar genom totalt 2 vattendrag innan det når havet efter 9,2 kilometer. Avrinningsområdet består mestadels av skog (80 %). Avrinningsområdet har 0,56 kvadratkilometer vattenytor vilket ger det en sjöprocent på 7,2 %.